# Philhygra kaiseriana
Philhygra kaiseriana är en skalbaggsart som först beskrevs av Lars Zakarias Brundin 1943.  Philhygra kaiseriana ingår i släktet Philhygra, och familjen kortvingar. Arten är reproducerande i Sverige.